# 참거머리
참거머리(학명: Hirudo nipponia 히루도 닙포니아[*])는 거머리과 거머리속의 민물 환형동물이다. 
1. ↑  국립생물자원관. “참거머리”. 《한반도의 생물다양성》. 대한민국 환경부.